# Lijst van personen overleden in 1945
Dit is een lijst van personen die zijn overleden in 1945.

## Januari

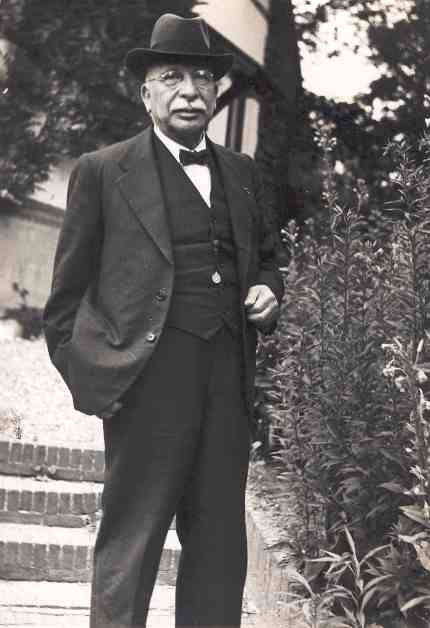
Jac. P. Thijsse
8 januari

| 1 | 2 | 3 | 4 | 5 | 6 | 7 | 8 | 9 | 10 | 11 | 12 | 13 | 14 | 15 | 16 | 17 | 18 | 19 | 20 | 21 | 22 | 23 | 24 | 25 | 26 | 27 | 28 | 29 | 30 | 31 |
| - | - | - | - | - | - | - | - | - | -- | -- | -- | -- | -- | -- | -- | -- | -- | -- | -- | -- | -- | -- | -- | -- | -- | -- | -- | -- | -- | -- |

### 3 januari
- Edgar Cayce (67), Amerikaans helderziende

### 4 januari
- Ohara Koson (67), Japans kunstschilder en prentenmaker

### 5 januari
- Johannes Petrus Lijding (30), Nederlands verzetsstrijder

### 6 januari
- Edith Frank-Hollander (44), moeder van Anne Frank

### 7 januari
- Alexander Stirling Calder (75), Amerikaans beeldhouwer

### 8 januari
- Jac. P. Thijsse (79), Nederlands natuurbeschermer, onderwijzer en leraar

### 10 januari
- August Vermeylen (72), Vlaams schrijver en historicus

### 15 januari
- Pedro Abad Santos (68), Filipijns arbeidersleider en afgevaardigde

### 18 januari
- Lammertje Zondag (76), eerste Nederlandse vrouwelijke topcrimineel

### 28 januari
- Roza Shanina, (21), Russisch onderwijzeres en sluipschutter

### 30 januari
- Jur Haak (53), Nederlands voetballer en atleet
- Jan Kloos (25), Nederlands verzetsstrijder

## Februari

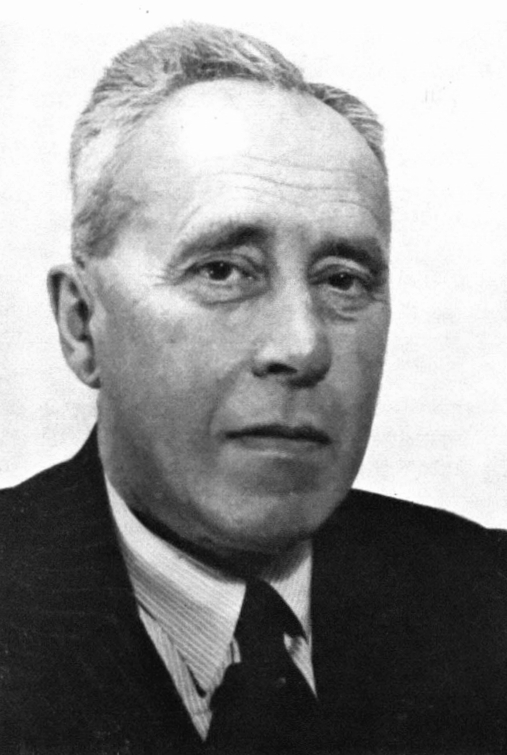
Johan Huizinga
1 februari

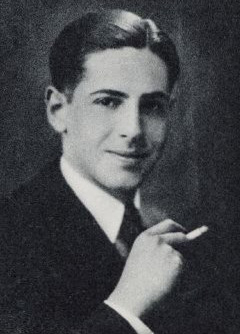
George Maduro
8 februari

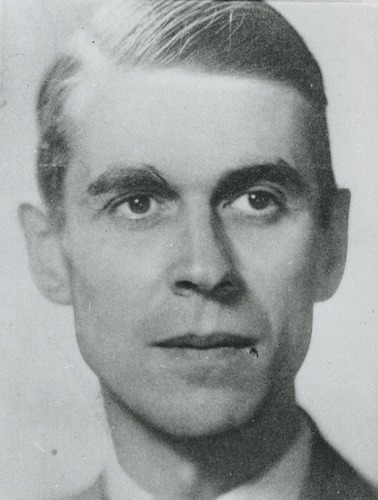
Walraven van Hall
12 februari

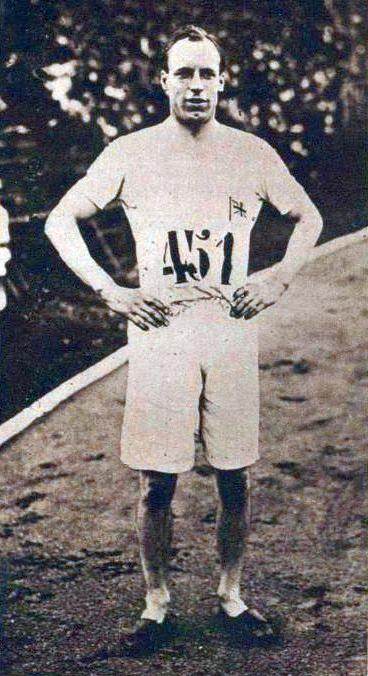
Eric Liddell
21 februari

| 1 | 2 | 3 | 4 | 5 | 6 | 7 | 8 | 9 | 10 | 11 | 12 | 13 | 14 | 15 | 16 | 17 | 18 | 19 | 20 | 21 | 22 | 23 | 24 | 25 | 26 | 27 | 28 |
| - | - | - | - | - | - | - | - | - | -- | -- | -- | -- | -- | -- | -- | -- | -- | -- | -- | -- | -- | -- | -- | -- | -- | -- | -- |

### 1 februari
- Johan Huizinga (72), Nederlands historicus

### 3 februari
- Roland Freisler (51), Duits jurist

### 8 februari
- Robert Mallet-Stevens (58), Frans architect

### 9 februari
- George Maduro (28), Joods-Nederlands militair en verzetsstrijder

### 11 februari
- Takahashi Shotei (74), Japans prentkunstenaar

### 12 februari
- Walraven van Hall (39), Amsterdams bankier en verzetsstrijder
- Hendrik Roelof de Jong (33), Nederlands dominee en verzetsstrijder

### 17 februari
- Maximino Ávila Camacho (53), Mexicaans politicus en militair

### 19 februari
- John Basilone (28), Amerikaans militair

### 21 februari
- Pablo Amorsolo (46), Filipijns kunstschilder
- Karl Auer (46), Duits voetballer
- Eric Liddell (43), Schots atleet en rugbyspeler

### 22 februari
- Sara Josephine Baker (72), Amerikaanse arts en pionier in volksgezondheid
- Henk Feldmeijer (34),  Nederlands fascistisch politicus en lid van de Waffen-SS
- Jan van Hout (36), Nederlands wielrenner en verzetsstrijder

### 28 februari
- Walter Süskind (38), Duits-joods verzetsstrijder en holocaustslachtoffer

## Maart

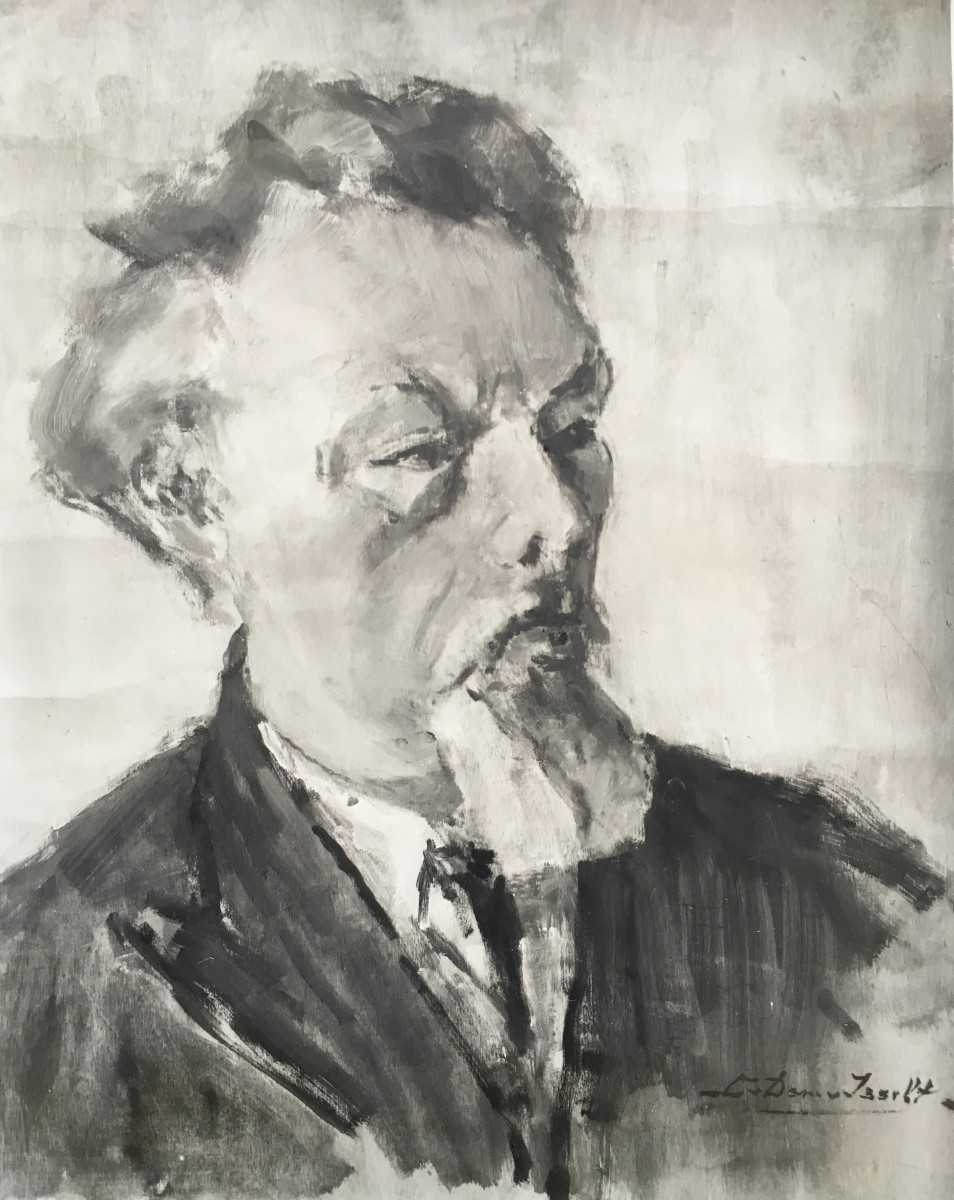
Koos Speenhoff
3 maart

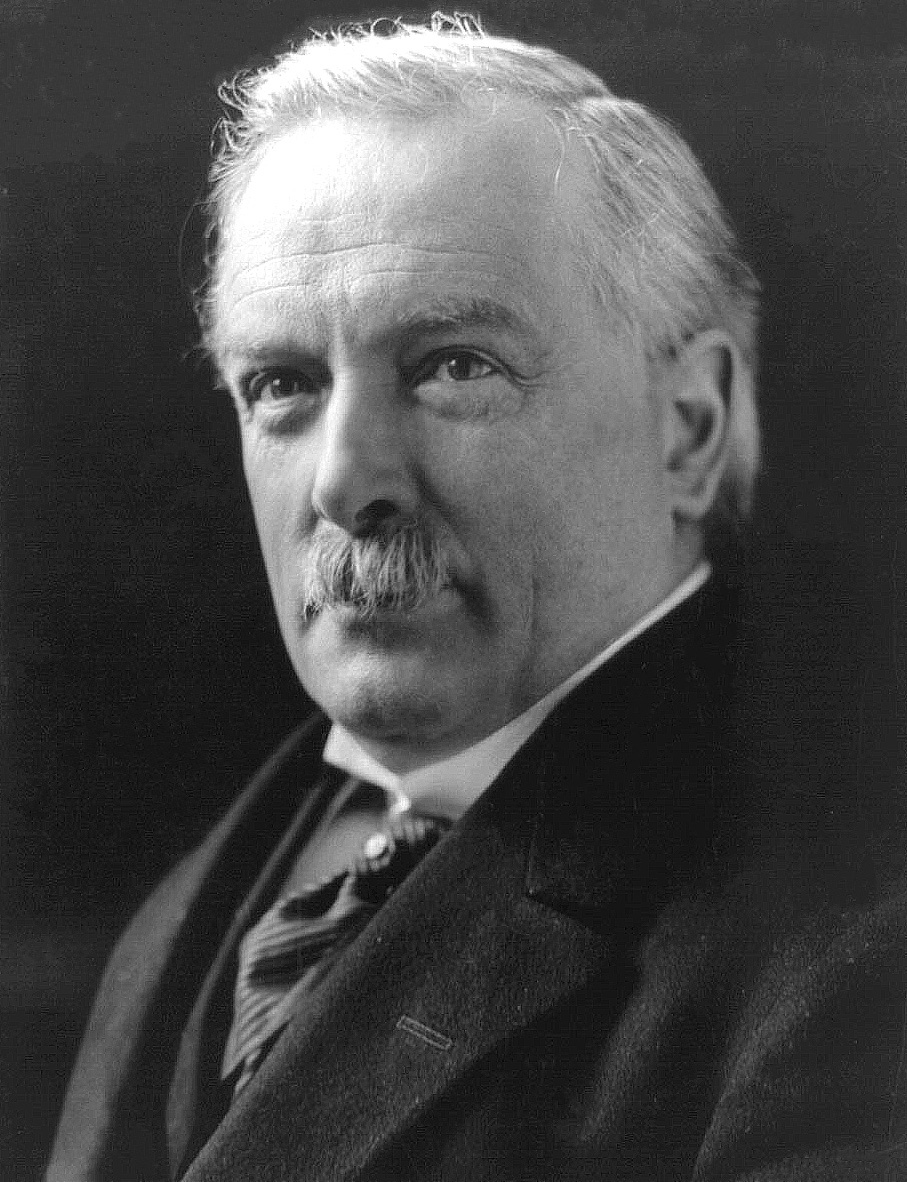
David Lloyd George
26 maart

| 1 | 2 | 3 | 4 | 5 | 6 | 7 | 8 | 9 | 10 | 11 | 12 | 13 | 14 | 15 | 16 | 17 | 18 | 19 | 20 | 21 | 22 | 23 | 24 | 25 | 26 | 27 | 28 | 29 | 30 | 31 |
| - | - | - | - | - | - | - | - | - | -- | -- | -- | -- | -- | -- | -- | -- | -- | -- | -- | -- | -- | -- | -- | -- | -- | -- | -- | -- | -- | -- |

### 2 maart
- Frans Maurits Jaeger (67), Nederlands scheikundige en hoogleraar

### 3 maart
- J.H. Speenhoff (75), Nederlands kleinkunstenaar

### 11 maart
- Anton Colijn (50), Nederlands bergbeklimmer

### 12 maart
- Friedrich Fromm (56), Duits generaal

### 19 maart
- Anda Kerkhoven (26), Nederlands verzetsvrouw

### 20 maart
- Erhard Auer (68), Duits politicus en SPD-partijvoorzitter

### 25 maart
- Franz Oppenhoff (42), Duits burgemeester van Aken

### 26 maart
- David Lloyd George (82), Brits politicus

### 27 maart
- Wilhelm Menne (34), Duits roeier

### 29 maart
- Ferenc Csik (31), Hongaars zwemmer

### 31 maart
- Hans Fischer (63), Duits organisch scheikundige en Nobelprijswinnaar
- Peter Schiff (18), eerste jeugdliefde van Anne Frank

## April

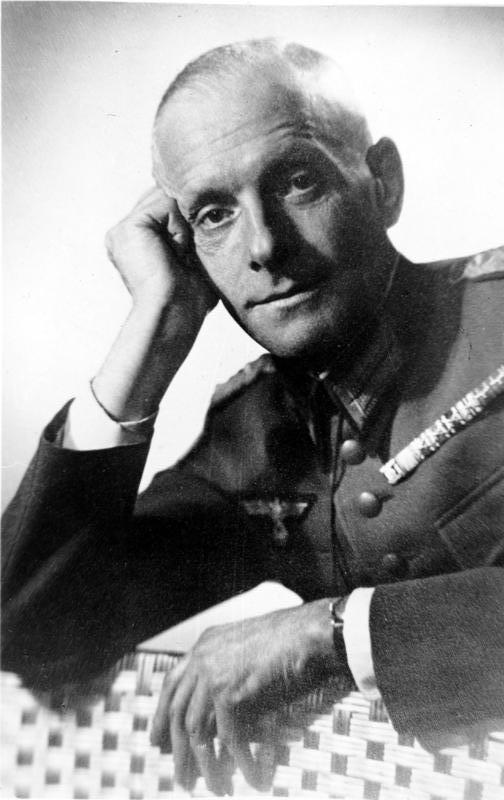
Hans Oster
9 april

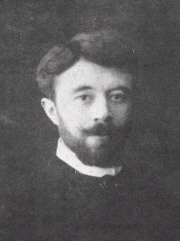
Hendrik Werkman
10 april

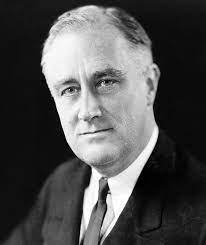
Franklin Delano Roosevelt
12 april

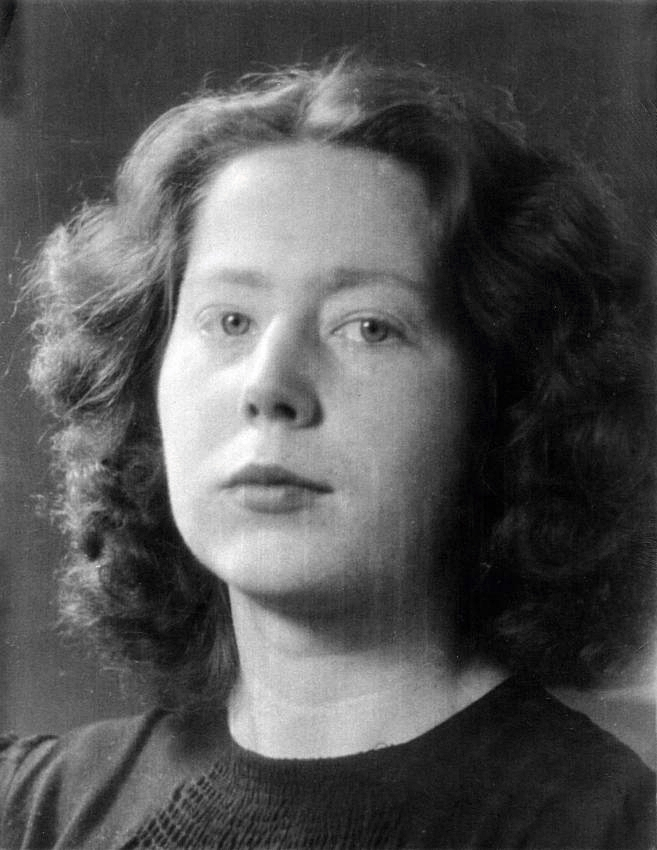
Hannie Schaft
17 april

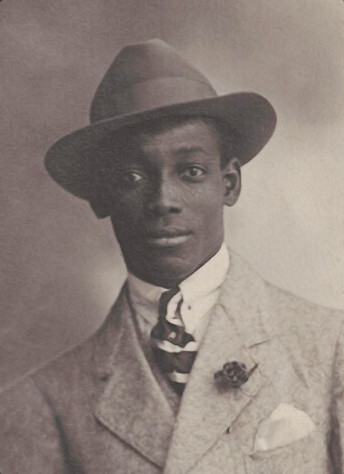
Anton de Kom
24 april

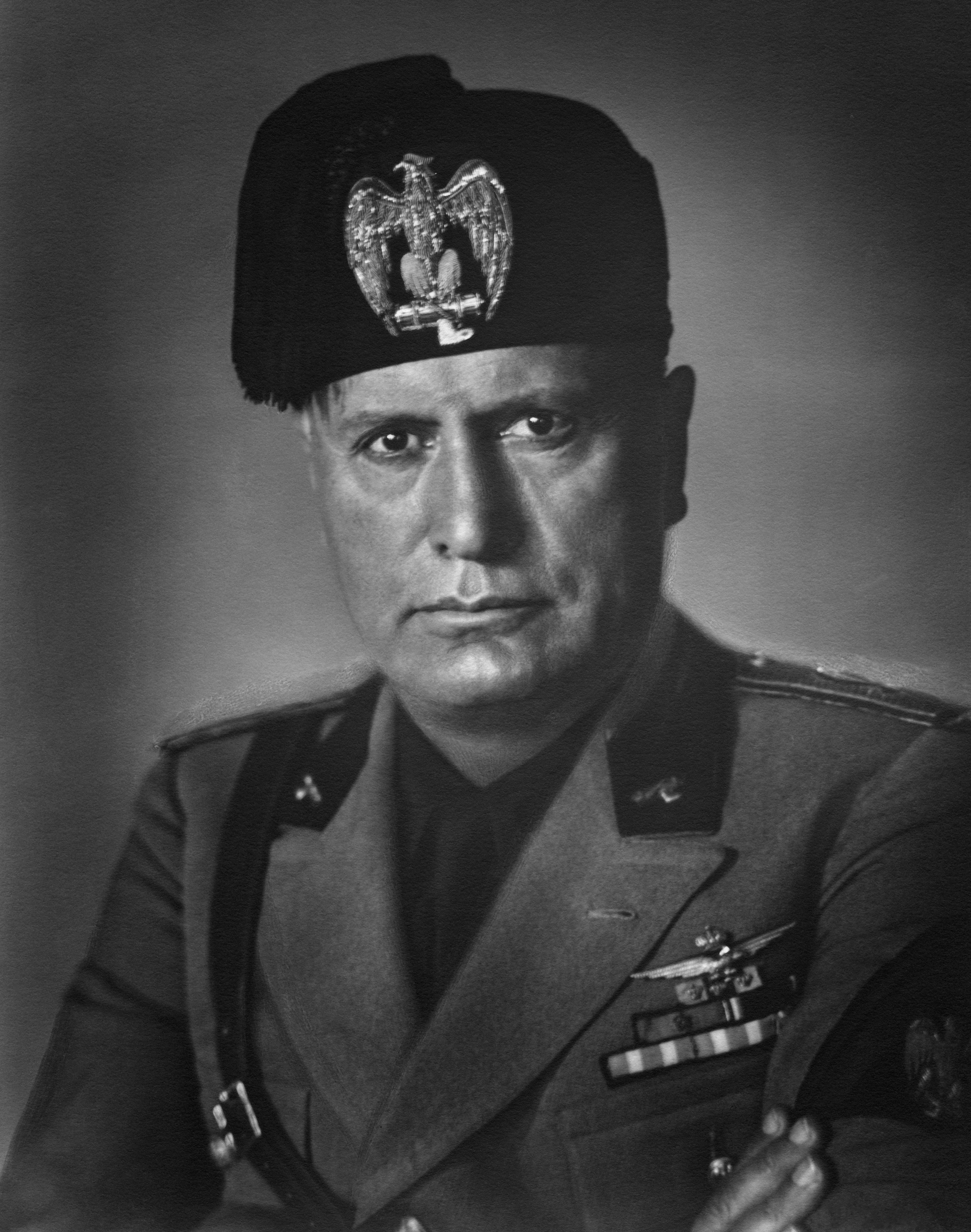
Benito Mussolini
28 april

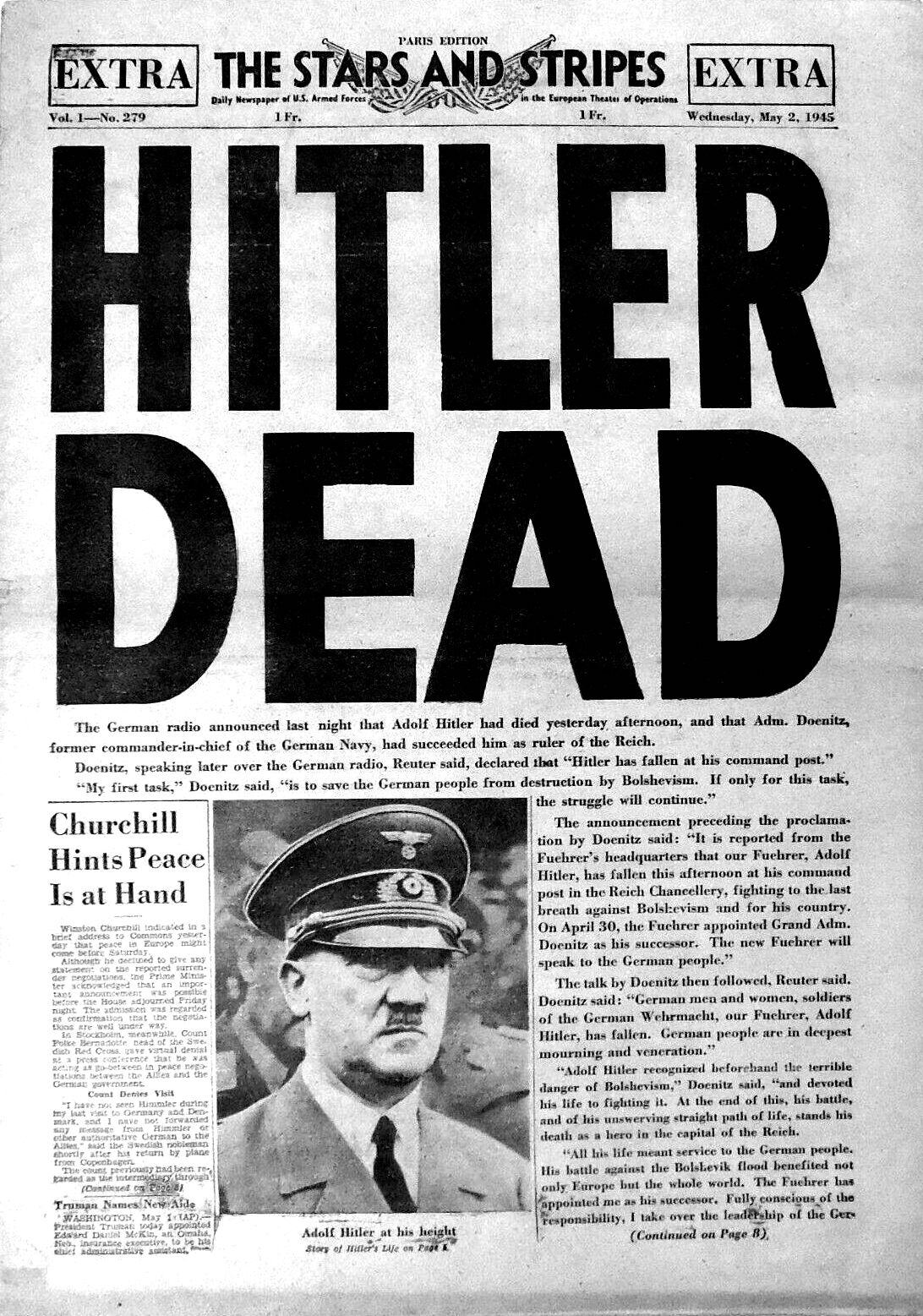
Adolf Hitler
30 april

| 1 | 2 | 3 | 4 | 5 | 6 | 7 | 8 | 9 | 10 | 11 | 12 | 13 | 14 | 15 | 16 | 17 | 18 | 19 | 20 | 21 | 22 | 23 | 24 | 25 | 26 | 27 | 28 | 29 | 30 |
| - | - | - | - | - | - | - | - | - | -- | -- | -- | -- | -- | -- | -- | -- | -- | -- | -- | -- | -- | -- | -- | -- | -- | -- | -- | -- | -- |

### 3 april
- Abraham de Korte (49), Nederlands verzetsstrijder

### 8 april
- Julien Saelens (24), Belgisch atleet

### 9 april
- Dietrich Bonhoeffer (39), Duits theoloog en verzetsstrijder
- Wilhelm Canaris (58), Duits militair
- Georg Elser (42), Duits verzetsstrijder
- Hans Oster (57), Duits generaal

### 10 april
- Lucien Storme (28), Belgisch wielrenner
- Hendrik Werkman (62), Nederlands kunstdrukker

### 12 april
- Franklin Delano Roosevelt (63), 32ste president van de Verenigde Staten

### 13 april
- Frans van Haaren (59), Nederlands jurist en burgemeester

### 17 april
- Hannie Schaft (24), Nederlands verzetsstrijdster

### 18 april
- John Ambrose Fleming (85), Engels elektrotechnicus en natuurkundige

### 21 april
- Walter Model (54), Duits veldmaarschalk

### 22 april
- Käthe Kollwitz (77), Duits grafisch kunstenares

### 24 april
- Wim Eggink (24), Nederlands leider van het studentenverzet in Utrecht
- Anton de Kom (47), Surinaams nationalist

### 27 april
- Willem Idenburg (41), Nederlands verzetsstrijder
- Klaus Østby (79 of 80), Noors componist

### 28 april
- Benito Mussolini (61), Italiaans dictator

### 30 april
- Eva Braun (33), echtgenote van Adolf Hitler
- Adolf Hitler (56), Duits nazipoliticus en dictator
- August Kop (40), Nederlands hockeyer

## Mei

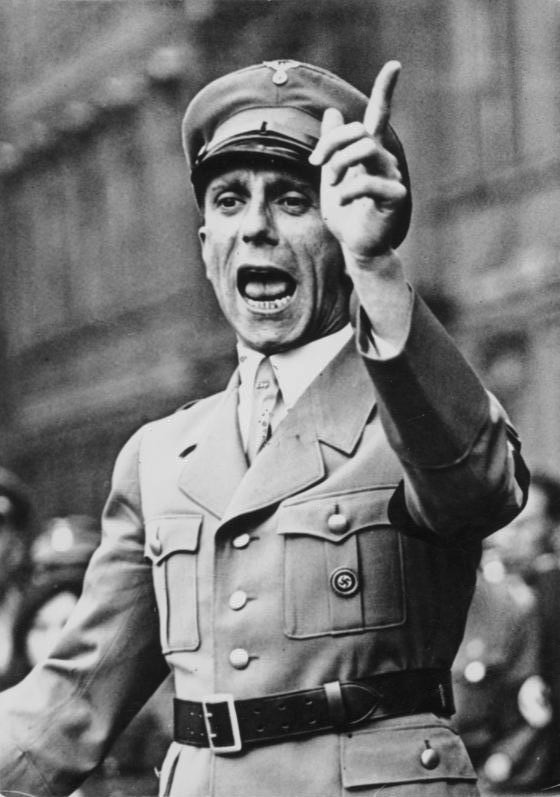
Joseph Goebbels
1 mei

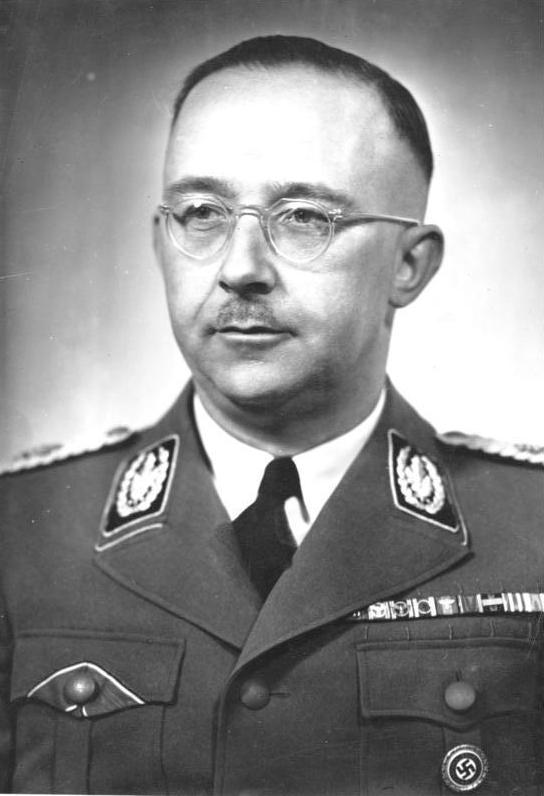
Heinrich Himmler
23 mei

| 1 | 2 | 3 | 4 | 5 | 6 | 7 | 8 | 9 | 10 | 11 | 12 | 13 | 14 | 15 | 16 | 17 | 18 | 19 | 20 | 21 | 22 | 23 | 24 | 25 | 26 | 27 | 28 | 29 | 30 | 31 |
| - | - | - | - | - | - | - | - | - | -- | -- | -- | -- | -- | -- | -- | -- | -- | -- | -- | -- | -- | -- | -- | -- | -- | -- | -- | -- | -- | -- |

### 1 mei
- Wilhelm Burgdorf (50), Duits generaal
- Joseph Goebbels (47), Duits minister van propaganda
- Magda Goebbels (43), Duits nationaalsocialiste
- Hans Krebs (47), Duits generaal
- Werner Ostendorff (41), Duits generaal

### 2 mei
- Franz Schädle (38), Duits militair

### 4 mei
- Fedor von Bock (64), Duits veldmaarschalk

### 10 mei
- Fritz Freitag (51), Duits generaal

### 16 mei
- Harry Sundberg (47), Zweeds voetballer

### 22 mei
- Jake Atz (65), Amerikaans honkballer

### 23 mei
- Hans-Georg von Friedeburg (49), Duits admiraal
- Heinrich Himmler (44), Duits SS-leider

### 24 mei
- Robert von Greim (52), Duits piloot en veldmaarschalk

### 27 mei
- Frits Lamp (39), Nederlands atleet
- Pieter van Romburgh (89), Nederlands chemicus en hoogleraar

## Juni

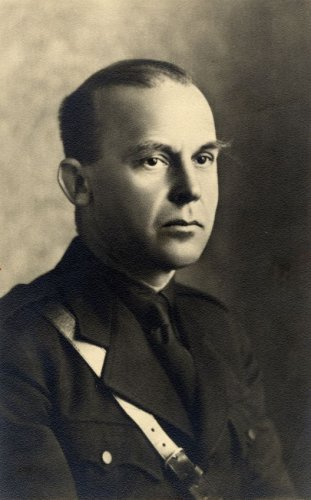
Meinoud Rost van Tonningen
6 juni

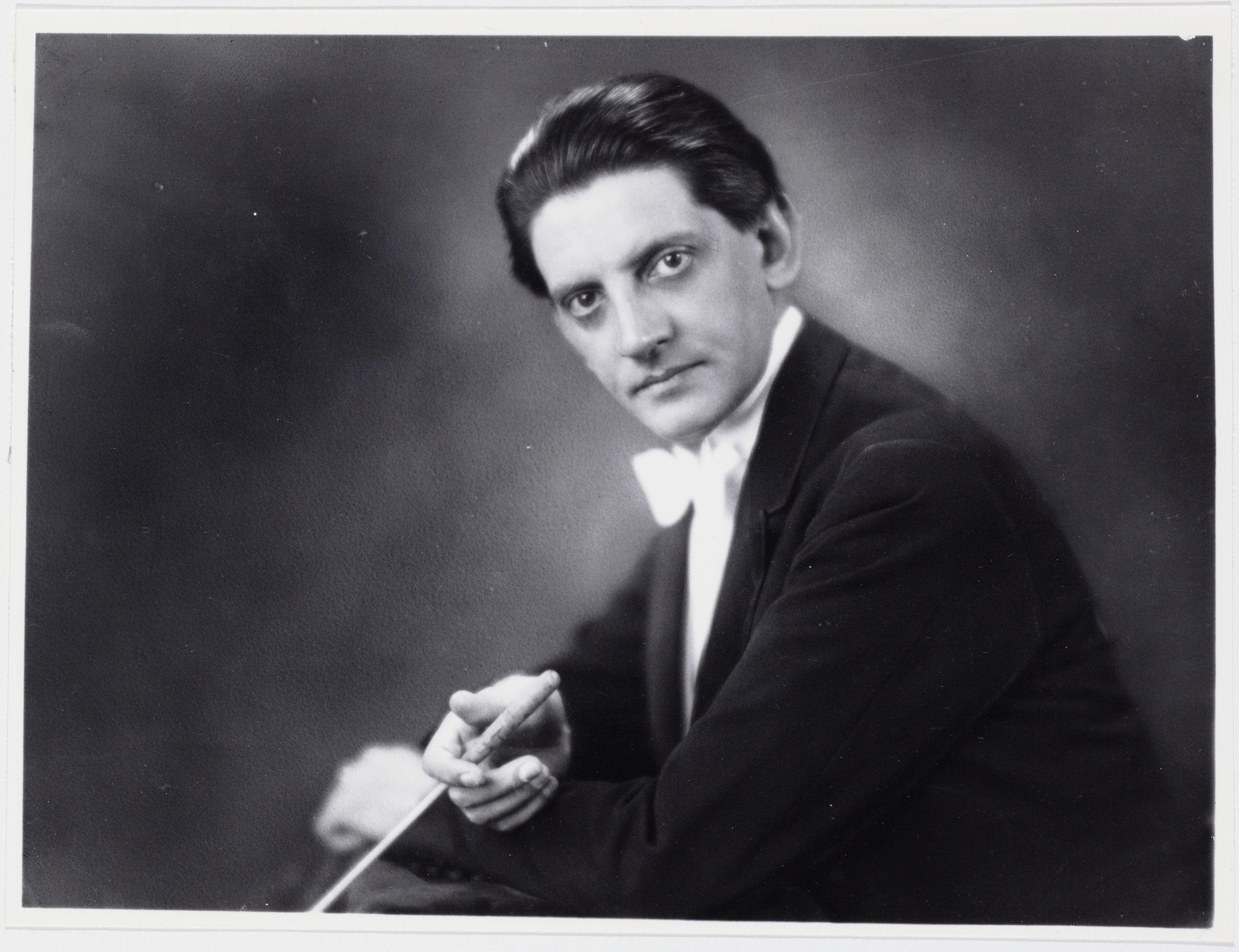
Nico Treep
18 juni

| 1 | 2 | 3 | 4 | 5 | 6 | 7 | 8 | 9 | 10 | 11 | 12 | 13 | 14 | 15 | 16 | 17 | 18 | 19 | 20 | 21 | 22 | 23 | 24 | 25 | 26 | 27 | 28 | 29 | 30 |
| - | - | - | - | - | - | - | - | - | -- | -- | -- | -- | -- | -- | -- | -- | -- | -- | -- | -- | -- | -- | -- | -- | -- | -- | -- | -- | -- |

### 1 juni
- August Lindgren (61), Deens voetballer

### 6 juni
- Meinoud Rost van Tonningen (51), Nederlands bankier, collaborateur, journalist, politicus en SS'er

### 7 juni
- Mile Budak (55), Kroatisch schrijver, antisemiet en fascist

### 12 juni
- Arend Tael (44), Nederlands schrijver

### 18 juni
- Nico Treep (49), Nederlands violist en dirigent

### 22 juni
- Jan Versteegt (55), Nederlands predikant en verzetsman

### 25 juni
- Albert Tyler (73), Amerikaans polsstokhoogspringer

## Juli
| 1 | 2 | 3 | 4 | 5 | 6 | 7 | 8 | 9 | 10 | 11 | 12 | 13 | 14 | 15 | 16 | 17 | 18 | 19 | 20 | 21 | 22 | 23 | 24 | 25 | 26 | 27 | 28 | 29 | 30 | 31 |
| - | - | - | - | - | - | - | - | - | -- | -- | -- | -- | -- | -- | -- | -- | -- | -- | -- | -- | -- | -- | -- | -- | -- | -- | -- | -- | -- | -- |

### 4 juli
- August Van Cauwelaert (59), Vlaams dichter en rechter

### 17 juli
- Ernst Busch (60), Duits veldmaarschalk

### 20 juli
- Paul Valéry (73), Frans dichter, essayist en filosoof

## Augustus
| 1 | 2 | 3 | 4 | 5 | 6 | 7 | 8 | 9 | 10 | 11 | 12 | 13 | 14 | 15 | 16 | 17 | 18 | 19 | 20 | 21 | 22 | 23 | 24 | 25 | 26 | 27 | 28 | 29 | 30 | 31 |
| - | - | - | - | - | - | - | - | - | -- | -- | -- | -- | -- | -- | -- | -- | -- | -- | -- | -- | -- | -- | -- | -- | -- | -- | -- | -- | -- | -- |

### 10 augustus
- Robert Goddard (62), Amerikaans pionier rakettechniek en ruimtevaart

### 29 augustus
- Fritz Pfleumer (64), Duits-Oostenrijks natuurkundige en uitvinder

## September

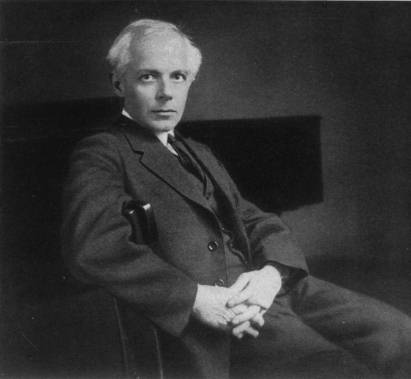
Béla Bartók
26 september

| 1 | 2 | 3 | 4 | 5 | 6 | 7 | 8 | 9 | 10 | 11 | 12 | 13 | 14 | 15 | 16 | 17 | 18 | 19 | 20 | 21 | 22 | 23 | 24 | 25 | 26 | 27 | 28 | 29 | 30 |
| - | - | - | - | - | - | - | - | - | -- | -- | -- | -- | -- | -- | -- | -- | -- | -- | -- | -- | -- | -- | -- | -- | -- | -- | -- | -- | -- |

### 6 september
- Elisabeth Carolina van Dorp (73), Nederlands econoom, feminist, jurist en politicus

### 7 september
- Charles Spearman (81), Brits psycholoog

### 10 september
- Josef Gočár (65), Tsjechisch architect

### 26 september
- Béla Bartók (64), Hongaars componist en etnomusicoloog

## Oktober

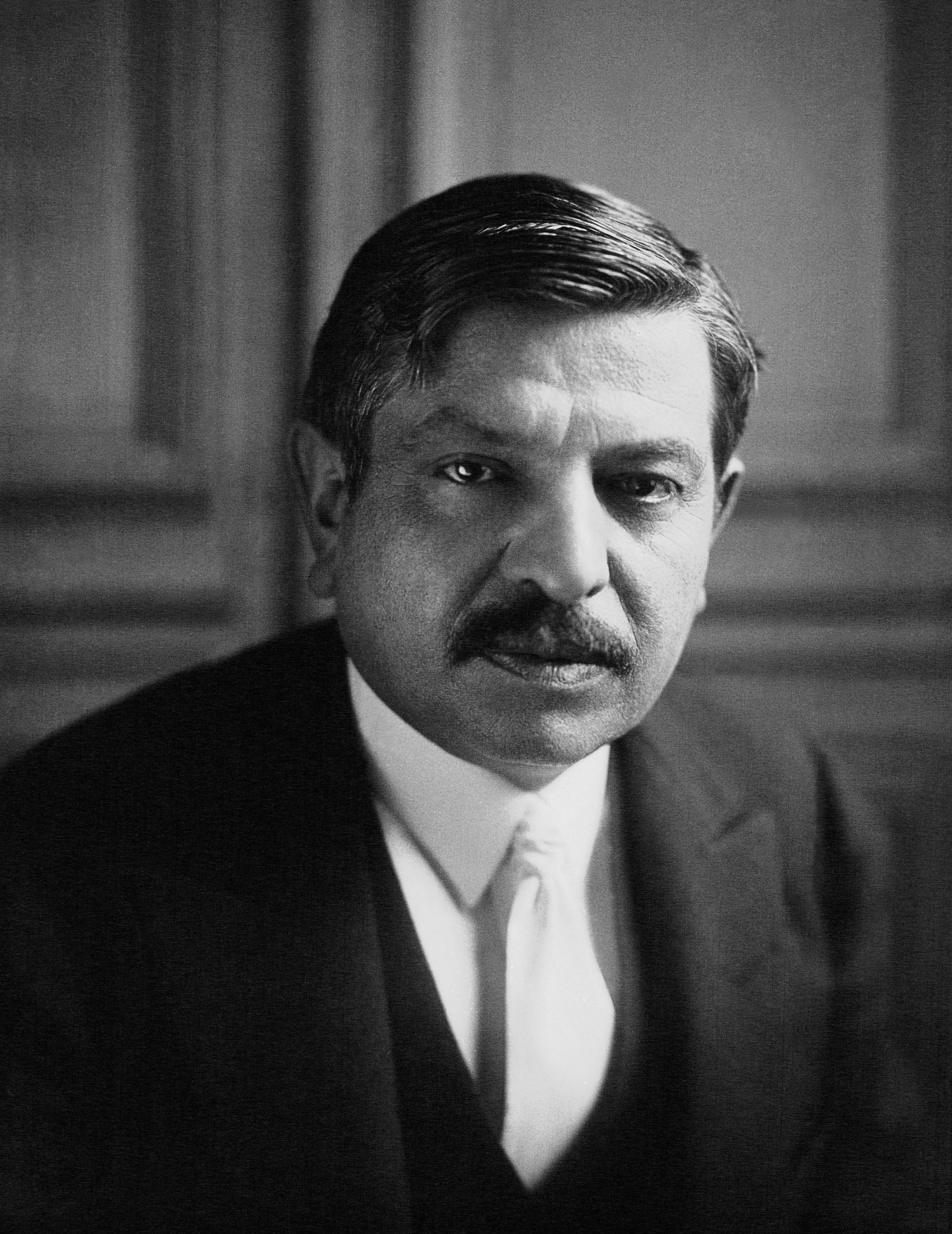
Pierre Laval
15 oktober

| 1 | 2 | 3 | 4 | 5 | 6 | 7 | 8 | 9 | 10 | 11 | 12 | 13 | 14 | 15 | 16 | 17 | 18 | 19 | 20 | 21 | 22 | 23 | 24 | 25 | 26 | 27 | 28 | 29 | 30 | 31 |
| - | - | - | - | - | - | - | - | - | -- | -- | -- | -- | -- | -- | -- | -- | -- | -- | -- | -- | -- | -- | -- | -- | -- | -- | -- | -- | -- | -- |

### 8 oktober
- Frans Morssink (69), Nederlands katholiek missionaris in Suriname

### 15 oktober
- Pierre Laval (62), Frans politicus
- Eoin MacNeill (78), Iers politicus

## November

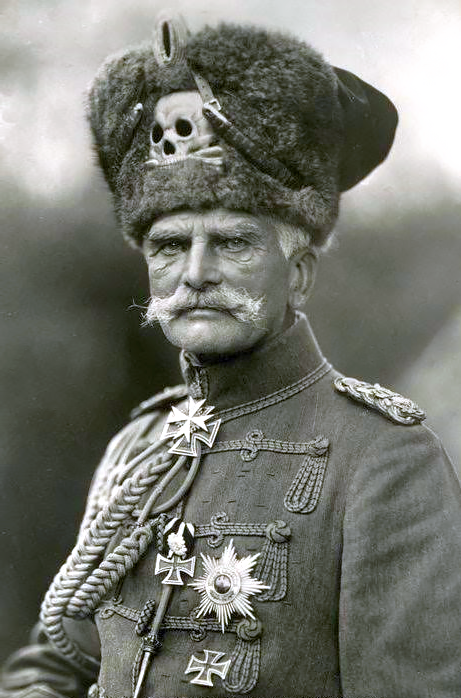
August von Mackensen
8 november

| 1 | 2 | 3 | 4 | 5 | 6 | 7 | 8 | 9 | 10 | 11 | 12 | 13 | 14 | 15 | 16 | 17 | 18 | 19 | 20 | 21 | 22 | 23 | 24 | 25 | 26 | 27 | 28 | 29 | 30 |
| - | - | - | - | - | - | - | - | - | -- | -- | -- | -- | -- | -- | -- | -- | -- | -- | -- | -- | -- | -- | -- | -- | -- | -- | -- | -- | -- |

### 1 november
- Rupert Mayer (69), Duits priester, jezuïet en zalige

### 6 november
- Richard Rau (56), Duits atleet

### 8 november
- August von Mackensen (95), Duits veldmaarschalk

### 13 november
- Albert Heijn (80), Nederlands ondernemer

### 20 november
- Francis William Aston (68), Brits scheikundige en Nobelprijswinnaar

### 30 november
- Joop Wagener (64), Nederlands hockeyer en sportbestuurder

## December

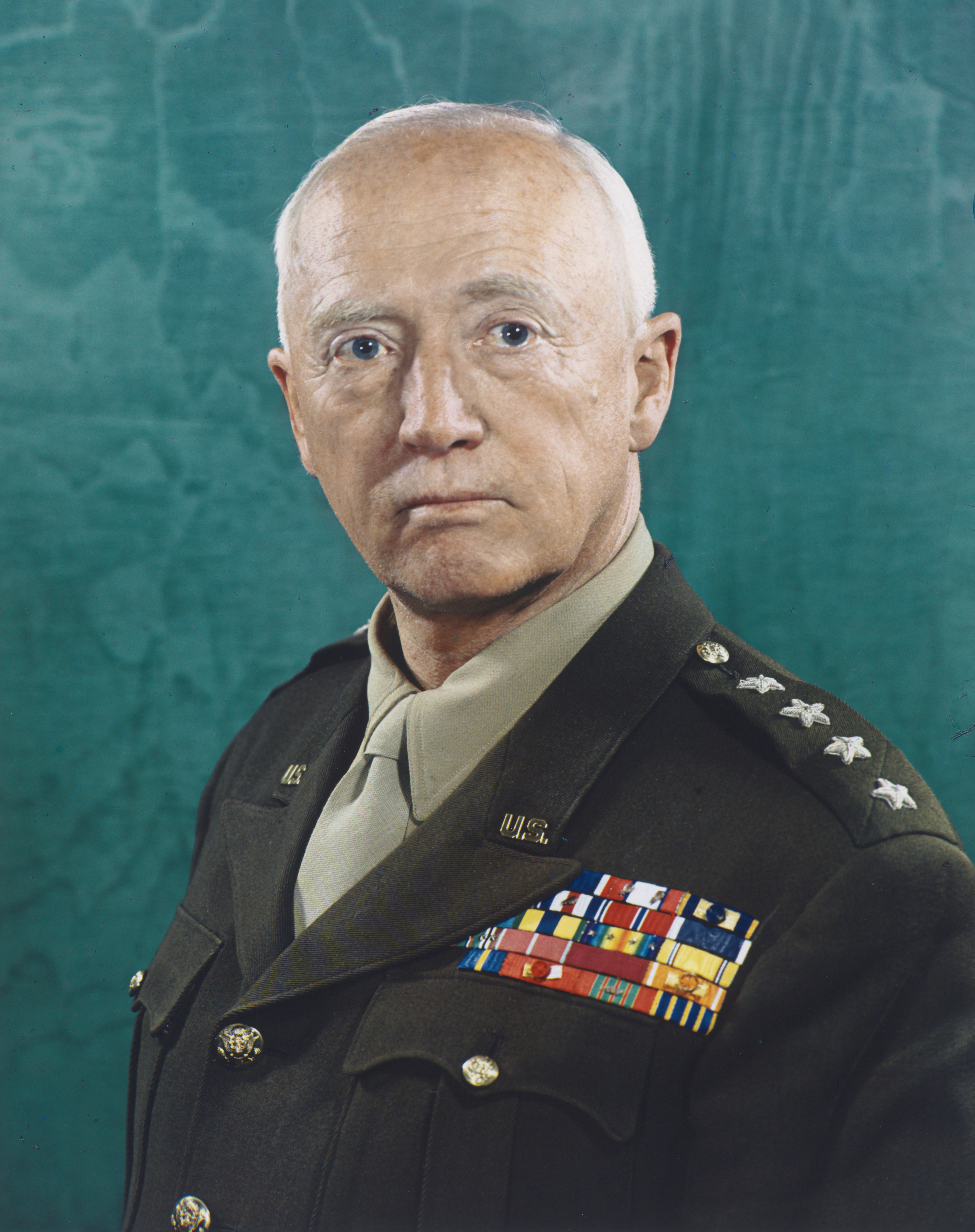
George Patton
21 december

| 1 | 2 | 3 | 4 | 5 | 6 | 7 | 8 | 9 | 10 | 11 | 12 | 13 | 14 | 15 | 16 | 17 | 18 | 19 | 20 | 21 | 22 | 23 | 24 | 25 | 26 | 27 | 28 | 29 | 30 | 31 |
| - | - | - | - | - | - | - | - | - | -- | -- | -- | -- | -- | -- | -- | -- | -- | -- | -- | -- | -- | -- | -- | -- | -- | -- | -- | -- | -- | -- |

### 1 december
- Anton Dostler (54), Duits generaal

### 3 december
- Jan Luchies Nysingh (68), Nederlands jurist en waarnemend gouverneur van Suriname

### 4 december
- Thomas Hunt Morgan (79), Amerikaans bioloog

### 8 december
- Adolphe Engers (61), Nederlands acteur

### 13 december
- Robert van Genechten (50), Vlaams-Nederlands jurist, econoom en bestuurder
- Irma Grese (22), SS-leidster

### 21 december
- Arthur Korn (75), Duits natuurkundige en uitvinder
- George Patton (60), Amerikaans generaal

### 22 december
- Otto Neurath (63), Oostenrijks filosoof, econoom en socioloog

### 30 december
- Jules Pappaert (40), Belgisch voetballer
- Barthold Arnold van der Sluijs (60), Nederlands NSB-burgemeester

## Datum onbekend

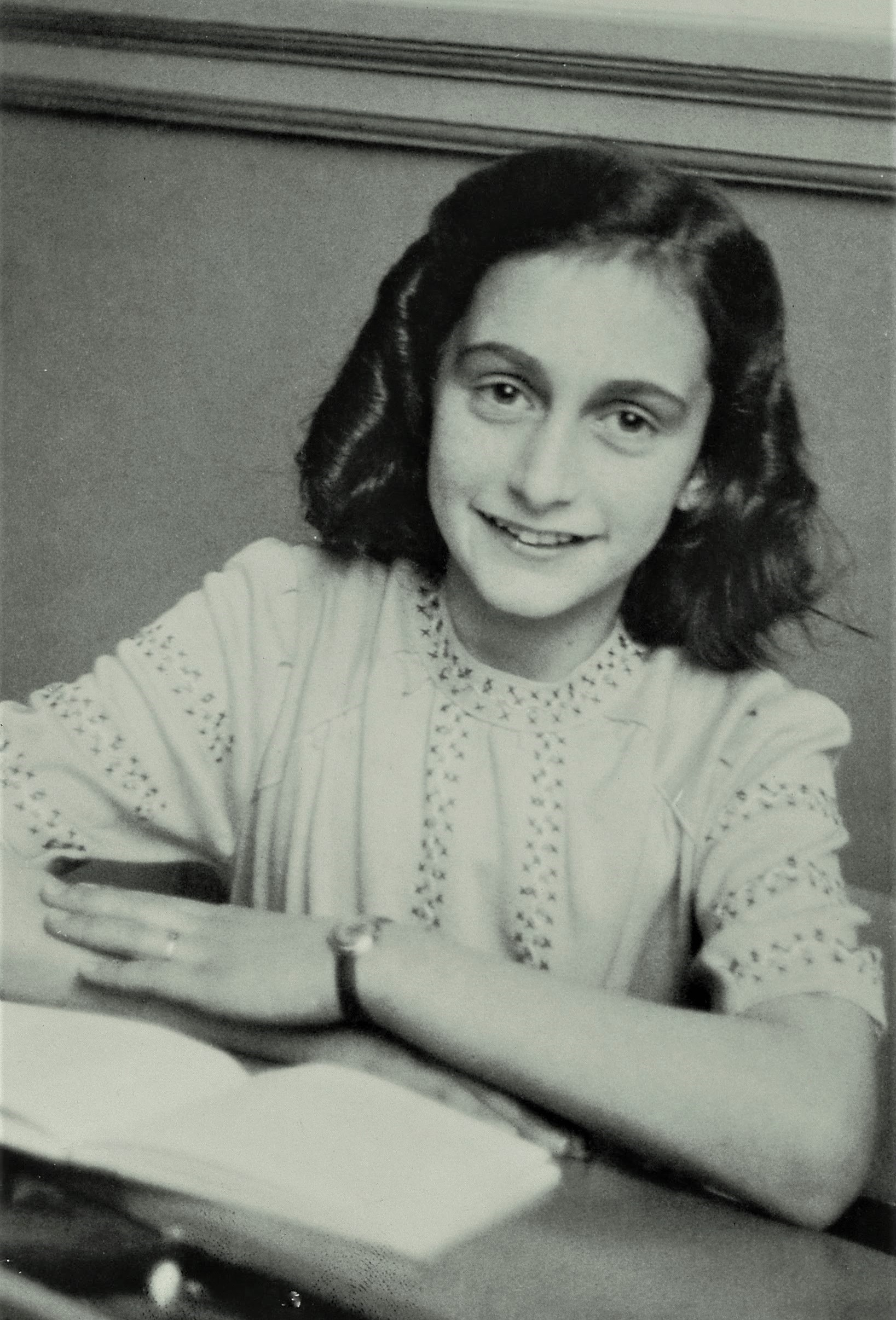
Anne Frank
datum onbekend

- Anne Frank (15), Joods-Nederlands schrijfster
- Margot Frank (19), zus van Anne Frank
- Josefa Llanes-Escoda (46), Filipijns maatschappelijk werkster, oorlogsheld en suffragette
- J.D. Poll (56), Nederlands verzetsman en lid Dienst WIM

1900 ·
1901 ·
1902 ·
1903 ·
1904 ·
1905 ·
1906 ·
1907 ·
1908 ·
1909 ·
1910 ·
1911 ·
1912 ·
1913 ·
1914 ·
1915 ·
1916 ·
1917 ·
1918 ·
1919 ·
1920 ·
1921 ·
1922 ·
1923 ·
1924 ·
1925 ·
1926 ·
1927 ·
1928 ·
1929 ·
1930 ·
1931 ·
1932 ·
1933 ·
1934 ·
1935 ·
1936 ·
1937 ·
1938 ·
1939 ·
1940 ·
1941 ·
1942 ·
1943 ·
1944 ·
1945 ·
1946 ·
1947 ·
1948 ·
1949 ·
1950 ·
1951 ·
1952 ·
1953 ·
1954 ·
1955 ·
1956 ·
1957 ·
1958 ·
1959 ·
1960 ·
1961 ·
1962 ·
1963 ·
1964 ·
1965 ·
1966 ·
1967 ·
1968 ·
1969 ·
1970 ·
1971 ·
1972 ·
1973 ·
1974 ·
1975 ·
1976 ·
1977 ·
1978 ·
1979 ·
1980 ·
1981 ·
1982 ·
1983 ·
1984 ·
1985 ·
1986 ·
1987 ·
1988 ·
1989 ·
1990 ·
1991 ·
1992 ·
1993 ·
1994 ·
1995 ·
1996 ·
1997 ·
1998 ·
1999 ·
2000 ·
2001 ·
2002 ·
2003 ·
2004 ·
2005 ·
2006 ·
2007 ·
2008 ·
2009 ·
2010 ·
2011 ·
2012 ·
2013 ·
2014 ·
2015 ·
2016 ·
2017 ·
2018 ·
2019 ·
2020 ·
2021 ·
2022 ·
2023 ·
2024 ·
2025